# Politiche orientate al risultato
Le politiche orientate al risultato applicate alla criminologia sono un metodo di ricerca sulle pratiche, sugli interventi e sulle iniziative di mediazione penale e difesa sociale finalizzate alla prevenzione della recidiva.

## Storia
All'inizio degli anni ottanta, Hood e Sparks osservarono che, mentre la ricerca sull'effettività dei trattamenti per prevenire la recidività era ancora limitata e molto rudimentale, lo scenario fu modificato al fine di raggiungere una maggiore distribuzione della conoscenza di base nei successivi anni. I passi compiuti sulla sicurezza urbana al contempo erano comunque inadeguati per portare avanti la ricerca. Ma, nei decenni che seguirono, ci furono molte contraddizioni che limitarono questo obiettivo. Tra queste, la principale fu la precipitosa conclusione che “niente funziona”, seguendo le prime ricerche scientifiche, in tal modo si spostava l'attenzione dalla questione criminale all'efficacia delle misure alternative.
Mutamenti nella legislazione e negli scopi della giurisprudenza penale indirizzarono la ricerca verso altre linee d'intervento. In particolare l'avvento del sistema retributivo seguiva lo sviluppo dello sconto di pena in comunità basato su principi giustizialisti contro i quali l'efficacia comparativa dei trattamenti penitenziari risultavano irrilevanti. Con o senza la misura condizionale era un modo per ridurre la recidiva, ma non fu fondamentale per l'attività del servizio penitenziario. Sebbene molte volte nella sua storia è stata data enfasi sull'aiuto fornito, lo scopo principale degli operatori dell'Ufficio di mediazione penale è stato di consigliare, assistere e sostenere i detenuti. Più tardi, il modello di trattamento è stato considerato inefficace perché aveva condotto ad un sproporzionato periodo di supervisione da parte degli assistenti sociali.
In tal modo è stato possibile revisionare il lavoro di mediazione come collaborazione tra gli operatori e gli utenti volto a dare aiuto ai problemi definiti da questi ultimi. Nella giustizia minorile, ad es., la prima responsabilità precedente alla riforma del Crime and disorder act 1998 era di andare oltre l'assistenza prettamente sociale. Quando per la prima volta è stato istituito lo statuto ufficiale delle operazioni e degli obiettivi nazionali, segnò l'inizio di una nuova fase di ricerca e riforma in cui il servizio richiesto doveva fornire le prove della sua efficacia. Dubbi sul valore e sul successo del servizio provenivano sia da fuori che dall'interno.
Un rapporto della commissione di vigilanza richiamò l'attenzione sulla questione dei costi del servizio. Presso la conferenza degli uffici di medicina penale, Cedric Fullwood sfidò i case manager per indicare la verità di approcci nella mediazione penale. Studi sul tasso di criminalità e sulle pene di custodia e di comunità hanno dimostrato una piccola differenza tra i risultati dei tipi di utenti e le proprie storie criminali. Ecco perché i sostenitori della mediazione penale hanno scoperto delle prove accurate per sostenere la propria causa.
Il servizio nazionale di mediazione di Inghilterra e Galles è stato creato nel 2001. La legislazione acquistava insieme le precedenti 54 aree di mediazione per formare le 42 attuali. Per la prima volta c'era stata la possibilità di coordinare le strategie nazionali a livello politico ed operativo. Allo stesso tempo, il nuovo servizio si propose di ridurre del 5% la recidiva di utenti soggetti a vigilanza durante il 2005. Prima del 2001 c'erano state una serie di iniziative strategiche nell'ambito del “What works” e della Probation condotte dall'ispettore capo della mediazione penale. Questa impostazione si basa su alcune prove che dimostrano l'inefficacia della mediazione penale sul tasso di criminalità negli ultimi due anni. Malgrado la gamma delle iniziative intraprese, il tasso di recidività persiste intorno al 56%. La mediazione penale è il solo servizio ad essere criticato, analoga situazione esiste per la pena detentiva.

### Iniziativa pratica efficace
Nel 1998 l'ispettore dell'Ufficio di Manchester Graham Smith ordinò una ricerca sull'iniziativa "pratica efficace" (EPI) presso il servizio sociale anglosassone per studiare gli sviluppi della mediazione penale. La ricerca, conosciuta come “The underdown report” evidenziò che c'erano 210 progetti presso le 54 aree di mediazione, sviluppate da professionisti e che solo undici potevano dimostrare una certa efficacia. Ciò non significa che i rimanenti 199 fossero sbagliati, ma che i restanti programmi non erano stati valutati, rendendo impossibile qualsiasi conclusione rappresentativa della ricerca e del campione considerato.
L'accessibilità ai progetti di recupero è ridotta attualmente, in alcune aree gli utenti devono aspettare molto tempo prima di accedere ai progetti e non tutti sono realizzabili. In effetti la mediazione penale non era stata organizzata per operare su tutto il territorio nazionale, ciò è stato denunciato all'ufficio nazionale e costituì le motivazioni per lanciare l'iniziativa "Pratica efficace". Innanzitutto fu trasmessa una circolare nel 1998 che indicava le linee guida che introducevano i principi dell'EPI. Il progetto pilota fu organizzato per quelle aree di mediazione che già avevano esperienza con l'iniziativa "Pratica efficace". In particolare, tre progetti furono approvati: reati a sfondo sessuale, utenti si sesso femminile e un progetto sulle abilità cognitive.
Fu creato un comitato col compito di vigilare sullo sviluppo dell'iniziativa "Pratica efficace" sia per le pene detentive che per quelle alternative, nonché per il rispetto degli standard di qualità e dell'impatto sugli utenti. La circolare introduceva anche le linee sulla valutazione ideale in modo da assicurare che gli utenti sarebbero stati trattati secondo gli stessi criteri. Nel 1999 il ministero della giustizia firmò l'erogazione dei fondi nell'ambito del programma laburista della riduzione del crimine. Tra gli altri progetti che dovevano seguire quelli sperimentali, facevano parte la violenza domestica, le misure alternative ed i lavori socialmente utili (Vedi infra^).

### What work strategy 2000
In attesa degli sviluppi dell'iniziativa "Pratica efficace" era chiaro che occorreva una strategia comune che assicurasse tutti gli aspetti principali in modo da integrarli con la mediazione penale. La circolare del 2000 fu ancora più chiara in merito. Si prestava maggiore attenzione al case management che si è dimostrato un componente essenziale per il servizio sociale e per i progetti accreditati. La strategia era di rinforzare il ruolo dell'inclusione sociale, reintegrare, ridurre la recidiva e sviluppare iniziative di apprendimento di capacità di base e di impiego nel lavoro. Si cercò inoltre di aumentare l'offerta di servizi, per es. a Londra, cinque servizi di mediazione penale furono concentrati in un'unica area penale in modo da coprire tutta l'area metropolitana (20% del territorio nazionale).

## Sistema di valutazione dell'utenza deviante
Lo sviluppo del sistema di valutazione dell'utenza deviante (OAS) è stata una componente importante del What works strategy. Prima del suo arrivo, c'erano una varietà di diverse metodologie di valutazione del danno o della recidiva. L'intenzione originale era di usare l'OAS non solo per le aree di mediazione penale. Attualmente tutte le aree e gli istituti penitenziari stanno implementando l'OAS in modo da coprire i rischi di nuovi reati, di danni e di bisogni devianti. La valutazione conduce alla vigilanza o alla indizione della sentenza che può essere riformulata su fondamenti regolari.
Il fattore tempo è un'area d'interesse per alcuni dello staff anche se i risultati suggeriscono di vederlo più come uno strumento di valutazione. Ciò significa la possibilità di avere informazioni veloci dipendenti dal sistema informativo. Solo alcuni distretti stanno usando una versione elettronica del OAS e quando ne saranno dotate tutte entro il prossimo anno, sarà possibile avere a disposizione un nuovo stock di dati sulle motivazioni devianti e sui livelli di rischio verso la società. La misurazione del rischio permetterà al Tribunale di cambiare il tipo di sentenza in favore dei detenuti sulla base degli anni già scontati. Si tratta di un'ulteriore prova dell'efficacia del lavoro di mediazione con l'utenza ad un livello tale che questi possono verificare loro stessi i propri miglioramenti e più in generale giungere ad una collaborazione professionista-organizzazione sempre migliore.

## Programma di comportamento cognitivo
A partire dal primo semestre 2003, tredici progetti del programma di comportamento cognitivo (PCC) sono stati attribuiti al comitato di controllo, inclusi “Think first”, misure alternative, devianza femminile, reati a sfondo sessuale, violenza domestica ed etilismo. La scelta dei progetti in qualsiasi distretto di mediazione era a discrezione delle autorità locali. Questa scelta dipende dal tasso criminale: nei centri minori dove hanno a che fare con piccoli gruppi criminali c'è la scelta verso progetti per reati a sfondo sessuale, con lunghi tempi d'attesa per utenti da inserire al lavoro di gruppo. Invece nelle grandi aree urbane, dove ci sono organizzazioni criminali maggiori, la domanda di servizi può ampliare l'offerta e, quindi, registrare dei tempi d'attesa con maggiore accuratezza. Nonostante ciò, c'è un inaccettabile livello di attrito tra un ordine di custodia cautelare ed un progetto accreditato e quindi c'è un reale bisogno di maggiori informazioni sullo sviluppo della situazione (gli enti e lo cooperative soffrono per la lentezza della giustizia).
Attualmente c'è una minore integrazione tra custodia e mediazione, sebbene nel distretto di Manchester c'è stato un esperimento con un progetto assistenziale chiamato Behind the closed door, la cui intenzione era che gli utenti compissero un periodo in carcere ed un altro in comunità sotto l'attuale legislazione, considerando utenti condannati a pene detentive per altri dodici mesi, avendo ottenuti i permessi (nonostante quelli di rischio medio ne avessero i requisiti) non hanno beneficiato del progetto perché i loro permessi erano troppo brevi. Il recente servizio di ricerca correttiva propone un approccio più integrato sull'erogazione degli interventi, indipendentemente di dove gli utenti si trovano e si spera che questo sia il pretesto per ulteriori sviluppi nella ricerca.

### Reintegrazione sociale e partnership
La What works agenda ha sempre dato spazio all'integrazione sociale come componente essenziale della vigilanza sugli utenti. Il progetto abilità cognitive dovrebbe aiutare gli utenti a migliorare le proprie abilità mentali, questo è inutile se poi rimangono senza casa o senza lavoro o mancano di un livello minimo di risorse necessarie a mettere in pratica quanto appreso. La ricerca compiuta da Stephen Farral dimostra che gli utenti migliorano più quando c'è un progresso nel proprio capitale sociale, migliorando le proprie capacità per diventare un utile membro della società. Questa è una tappa fondamentale nel cammino delle politiche orientate al risultato.

### Capacità funzionali
Ci sono molte prove che dimostrano che gli utenti sono molto limitati nelle proprie capacità quando scontano le pene detentive. Alcuni perché sono stati emarginati dal sistema educativo, altri per loro stessa indisciplina non hanno completato l'apprendistato e non sono pienamente convinti di poter entrare nel mercato del lavoro. Il desiderio di migliorare le capacità degli utenti ha portato a firmare un protocollo d'intesa col Consiglio di Apprendimento e di Abilità Nazionale per un budget di £30 milioni nel biennio 2003-04. gli utenti del distretto di Manchester stanno dimostrando di poter apprendere molto più di quanto a loro stessi piaccia.

### Occupazione
C'è una correlazione tra diminuzione della recidiva ed occupazione. Il quadro della situazione è simile per le basic skills, tranne il fatto che la competenza ricade sui centri per l'impiego che a livello nazionale hanno l'obbligo di estendere l'assunzione agli utenti più difficili. L'ufficio di servizio sociale ha il compito di inserire i gruppi di lavoro nei distretti dove il centro per l'impiego può allocare l'équipe formativa per avviare l'utente al lavoro.

### Tossicodipendenze
Un'altra questione è l'intreccio tra tossicodipendenza e devianza. Questo discorso vale per tutti anche perché, quando si è sotto l'effetto di sostanze nocive, è molto difficile mantenere abitudini tali da non cadere nella devianza sia in reati verso sé stessi che verso gli altri. A livello locale, i distretti hanno firmato dei protocolli coi Servizi sociali per capire come e quanto gli utenti possono accedere al recupero. Anche l'accessibilità ed il tipo di trattamento variano da regione a regione, con alcuni servizi che erogano il trattamento entro ventiquattro ore ed altri per i quali l'accesso è riservato solo ai gruppi di lavoro. Il recupero di tossicodipendenti e la valutazione per l'accesso sono ora possibili in tutto il paese e recenti risultati dimostrano la riduzione della recidività e l'uso delle droghe. Nei trattamenti di recupero il coordinamento è affidato ad un assistente sociale del servizio che valuta i bisogni di concerto con la commissione di recupero.

### Servizi residenziali
Questa è una parte fondamentale della reintegrazione sociale. Non ci vuole molta immaginazione per capire quanto sia facile cadere nella devianza per chi è senza fissa dimora o vive in infimi abituri. In questo caso l'ufficio di mediazione ha il compito di entrare in contatto con la popolazione locale e di sensibilizzare l'opinione pubblica affinché queste persone siano viste come bisognose di cure e non come pericolosi criminali. Il rapporto dell'ufficio di esclusione sociale esprime il bisogno di avere un'efficace strategia di reinserimento e di allocazione per questo tipo di utenti e, di concerto con gli uffici di servizio sociale, affittano appositi ostelli che provvedono all'alloggio ed alla vigilanza, spesso per utenti liberati dopo lunghe pene detentive. Questa pratica include una modalità pilota basata sui principi di mediazione pro-sociale in cui lo staff di vigilanza è coordinato da un assistente sociale e dove operano anche volontari 24h no stop.

## Piano di tutela della vittima
La parte lesa non è un aspetto trascurato nella mediazione penale, ma è tanto importante quanto complesso e di ampia portata è il lavoro sociale con gli utenti ad alto rischio. Qualsiasi sia il punto di vista dell'ente pubblico, ci sono solo alcuni utenti che danno valore alla vita delle proprie vittime. Molti di quelli che saranno rilasciati al momento della sentenza, spesso su permessi lunghi, lasciano all'ufficio di mediazione il compito di monitorare il loro comportamento ed imporre eventuali sanzioni per le violazioni denunciate. Il comitato di controllo ha stabilito che i distretti di mediazione e di polizia sono le uniche organizzazioni a cui spetta il compito di vigilare sul trattamento e sul rispetto delle regole e dei comportamenti in modo da assicurare il recupero e la sicurezza della parte lesa. Questi, inoltre, ha la possibilità di registrare i propri interessi nel Piano Educativo Individuale. A livello nazionale, l'ufficio di mediazione fornisce ogni anno 25000 rapporti che indicano sia il livello di rischio dell'utente sia i contributi della parte lesa. La giustizia riparativa sta acquistando sempre più credibilità nel sistema di giustizia penale, essendo già stata applicata in ambito minorile. Ci sono numerosi progetti sperimentali in corso, alla pari con le altre nazioni europee in questo settore.

## Lavori socialmente utili
I lavori socialmente utili (LSU) implicano la possibilità di lavorare gratis per la comunità civile in cambio di acquisire benefici importanti nel corso del trattamento penitenziario. In questo modo, gli utenti possono fare richiesta di essere assegnati al servizio civile, o presso qualche istituzione nel distretto, dove sono stati condannati sia per espiare la pena sia per ripagare in forma economica i danni alla vittima. Di conseguenza, la pena o l'ammenda può essere ridotta in cambio di un certo numero di ore trascorse nel servizio.
Il giudice può consentire all'utente di scegliere l'ente, tra quelli accreditati dal Ministero della giustizia, presso il quale lavorare. Talvolta la sentenza è preimpostata per un tipo di reato, ad es., una persona a cui è stata sospesa la patente può pulire un parcheggio o un ex alcolista può svolgere seminari a scuola sui rischi dell'etilismo. La sentenza, inoltre, può inibire all'utente di compiere certi atti od evitare certi luoghi, ad es., ad un impiegato condannato per peculato gli sarà proibito di frequentare amministrazioni pubbliche. Molte giurisdizioni negli Stati Uniti prevedono dei programmi per i quali il giudice può richiedere che l'utente svolga il lavoro sotto la supervisione di un tutor, anche in forma volontaria, o di un agente di sicurezza. Anche gli Istituti penitenziari sono provvisti di laboratori presso i quali impiegare gli utenti che, in alternativa, possono frequentare le aziende convenzionate in lavoro esterno quali, ad es., fabbriche, officine, fattorie o altre proprietà.
Parte della filosofia che sta dietro il tipo di sentenza concerne il principio che servire la comunità civile è più vantaggioso che scontare la pena in carcere. Tramite il servizio civile, la società ricava un profitto in termini di costi da sostenere per il mantenimento del carcere e, in aggiunta, ricava una quantità di lavoro relativamente gratuito. Non da ultimo, si dà la possibilità agli utenti di comprendere cosa significhi un comportamento eticamente accettabile. Una ricerca di McIvor nel 1989 dimostrò che maggiormente significativo era il servizio in comunità per l'utente, maggiormente la misura serviva a ridurre la recidiva.

## Mutamento culturale e mutamento della pratica
Il progetto di miglioramento del servizio di mediazione in Inghilterra è stato concepito su larga scala, parallelamente alla creazione del servizio nazionale nel 2001, con l'integrazione di molti distretti così come è previsto nel sistema penale. Il livello di mutamento si è dimostrato una sfida per molte organizzazioni esistenti, mentre altri hanno colto l'opportunità di sviluppare l'expertise che non avrebbero potuto acquisire. Le politiche orientate al risultato hanno aperto le porte al servizio di mediazione per differenti abilità di expertise. Ruoli come “manager del trattamento” e “manager del progetto” non sono l'unica risorsa del sistema, quanto le altre professionalità coinvolte nell'ambito del lavoro di rete, quali il servizio di salute mentale, il servizio di esclusione sociale, il Sert, in modo da estendere la multidisciplinarità e la multi-dimensionalità del lavoro sociale.
L'Ufficio di valutazione ha introdotto presso ogni équipe un tutor ed un supervisore che, nonostante la diffidenza iniziale delle équipe esistenti, attualmente è un metodo accettato di selezione per chi deve insegnare le capacità fondamentali di adattamento agli utenti. Il malus del progetto di formazione è stato che i distretti penali sono stati costretti a scegliere tra programmi obsoleti ed équipe formative nuove. Gli educatori accreditati sono stati nominati d'ufficio (senza concorso) e l'intenzione di finanziare progetti su larga scala è stata limitata dall'accessibilità di questi educatori. L'introduzione della valutazione di efficacia sia nella mediazione che nelle pene detentive, ha portato ad una revisione delle capacità necessarie per intraprendere la valutazione; molti hanno apprezzato la formazione sul recupero e compreso tale valore sul processo di aiuto. Le uniche risorse sprecate sono state sui tempi per completare la valutazione e su come percepivano inadeguata l'entità delle retribuzioni mentre la formazione era in corso. Il risultato finale indica una comprensiva valutazione, usata da personale competente, capace di essere visibile attraverso le frontiere penali e la pratica di mediazione e capace di progredire sotto la supervisione sia in regime di detenzione che in semilibertà.
Verso la metà del progetto, coi profitti del terzo livello dell'ufficio di mediazione, gli operatori penitenziari hanno patito un gap di fiducia. Hanno visto, cioè, i loro colleghi della mediazione sviluppare nuove abilità, mentre loro percepivano la propria capacità di valutazione sottodimensionata. Molte delle ricerche sulle politiche orientate al risultato, inoltre, riportano l'importanza del ruolo del case manager per assicurare e massimizzare l'efficacia del trattamento. In altri termini, più l'operatore è coinvolto nell'intervento, più il processo ha successo. L'ufficio di supervisione non è solo un referente o un ispettore ma è la persona che persegue l'obbligo della reintegrazione e della riduzione della recidività. In genere si preferisce il case work anziché il case management, intendendo un intervento che sia parte integrante del piano educativo individuale (PEI) e non un evento a parte. Nel prossimo futuro questo ruolo rinnovato del case worker rinforzerà quello del mediatore, ma allo stesso tempo inizierà a sviluppare la conoscenza sull'efficacia delle politiche orientate al risultato.

## Valutazione della qualità
Una politica efficace non può esistere senza un'efficace struttura organizzativa e la scelta degli obiettivi è stata una parte importante di tale iniziativa. Molti nel servizio di mediazione hanno trovato gli obiettivi interessanti specialmente in una struttura di scarse risorse ma gli obiettivi stessi sono stati più difficili da raggiungere nel corso del tempo e reso il termine di conclusione dei lavori più distante. Nel distretto di mediazione, ad es., la struttura organizzativa ed informativa ha sviluppato un limite che si può definire in base alla quantità di progetti accreditati e dalla serie di sentenze passate in giudicato. Si possono concentrare gli sforzi sui principali punti d'influenza piuttosto che fidarsi su elementi retrospettivi che sono troppo lunghi da cambiare.
La performance è monitorata sia a livello locale che nazionale sulle 42 aree di mediazione in modo da poterle poi confrontare coi risultati di altre aree. Lo stesso è necessario a livello locale sebbene la frequenza di monitoring, almeno nelle prime fasi dell'intervento, ha bisogno più spesso di interventi. La struttura organizzativa è stata molto condizionata dall'accessibilità della valutazione locale, senza aggiornare la comprensione dei fattori che procurano successo o conflitto. I tassi di logoramento e compimento rimangono la sfida dell'Ufficio di mediazione. Il monitoraggio degli interventi, ad es., indica che molti utenti non finiscono in tempo il trattamento di recupero e troppi non lo completano affatto. Mentre si può ipotizzare che una delle cause di tale deficit sia attribuibile al rapporto costi/profitti. Occorre, dunque, sviluppare un collegamento tra valutazione della qualità e completamento del trattamento.
È possibile una maggiore qualità di accesso, di motivazione e di valutazione se c'è allo stesso tempo un adeguato programma di ricerca scientifica sulle cause e sui profitti della pratica. In tal senso ci sono state delle iniziative a livello nazionale per migliorare i risultati, incluse varie attività tra cui la convocazione di conferenze dove è stato possibile confrontare e diffondere la buona pratica, porre le basi del miglioramento dei risultati del lavoro di gruppo ed utilizzare il modello di qualità dell'Unione europea. Ci sono gruppi multi-professionali che si sono specializzati su determinate aree per migliorare ed implementare la propria expertise e sviluppare un sistema automatico di miglioramento. I risultati di queste aree speciali continuano a variare, sebbene le differenze non sono complete come dovrebbero essere. Gruppi e manager del progetto What work hanno contribuito ad ampliare le aree per trovare la migliore pratica possibile ed implementare la formazione di cui necessitano per i propri scopi.
C'è ancora molto lavoro da fare ma ricercatori ed evaluandi sono molto lenti a procedere. Le informazioni giuste sono diffuse tramite i canali formali ma recentemente sono stati aperti dei forum nelle rete virtuale. Un limite all'apprendimento, ad es., è la difficoltà da parte degli apprendisti e ai tirocinanti di accedere ai database dei risultati della pratica in un formato accessibile ai loro bisogni. Ci sono vasti database di test psicometrici e altro materiale a disposizione ma che servono a ben poco per migliorare la formazione. La ricerca e la valutazione, quindi, sono spesso molto utili per migliorare le decisioni organizzative, ma sono ostacolate dall'impossibilità di acquisire dati sulla riconciliazione offesa-parte lesa in modo da avere degli indicatori per migliorare i risultati. In breve, l'iniziativa è stata molto elaborata sul piano operativo ma è giunto il momento di porre maggiore attenzione ai problemi di fondo che ancora necessitano di essere risolti.

### Iniziative di ottimizzazione
Ci sono state iniziative a livello nazionale, sebbene alcune non abbiano prodotto i risultati sperati, che includono: conflitto tra le istituzioni, scelta del manager, approccio e motivazione degli operatori, ricerca e sviluppo, scelta obiettivi ed altri problemi strutturali. Già si è detto dell'importanza del case management, ma oltre a ciò vi è un tentativo latente di creare un modello universale di case manager sia per le pene detentive che per quelle alternative ed il recente annuncio del Servizio Nazionale di Gestione Utenti va in tale direzione. C'è anche la possibilità che ciò sia fuorviante rispetto agli obiettivi della mediazione, almeno fin dall'inizio dell'opera del Tribunale dei minori. Il case manager dovrebbe assicurare gli appropriati interventi per gli utenti ma deve anche incontrare i volontari per la formazione e motivarli sugli interventi. Il Carter Report propone che i manager abbiano il ruolo di coordinare le commissioni di controllo oltre che d'intervento; il processo d'aiuto in tal modo assicurerebbe che, una volta avviata la procedura di mediazione, ci sia una stretta integrazione tra supervisore e responsabile del progetto.

## Bonus e malus delle politiche orientate al risultato
Analizzando i risultati di ciò che è stato realizzato in Inghilterra, è possibile constatare di come dalle 54 aree iniziali, frammentate e dislocate sul territorio inglese, si sia giunto all'Ufficio Nazionale che coordina tutte le realtà locali. Molti processi di adattamento sono stati ripensati in quanto si è pensato che per ogni livello di mutamento ci dovesse essere più attenzione ai dettagli, sulla base delle prove che la pratica produce, fino al punto di andare oltre la burocrazia e al controllo sociale. Uno dei successi è stato il riuscire a gestire la creatività, passando da organizzazioni che hanno fatto della creatività una scienza pervasiva, a organizzazioni che implementano la creatività nei processi di accreditamento.
Tra le criticità riscontrate si segnala quella di stimolare la creatività degli allievi non solo su come ritengono l'intervento, ma anche ricordando loro che la maggior parte delle idee derivano dall'esercizio della pratica e non dai manuali accademici. L'integrazione tra pratica e teoria è l'idea di molti allievi che hanno fatto dell'autodidattica una propria vocazione. I ricercatori hanno cercato di procedere dai progetti pilota a quelli più stabili, beneficiando di un ambiente controllato. Il mutamento è più veloce se favorito da una volontà politica super partes in quanto l'autorefenzialità elettorale produce attrito tra le istituzioni.
Si è compreso che gli errori non sono fallimenti ma occasioni per andare oltre i successi. Omettendo i problemi strutturali, non è stato possibile dimostrare l'impatto sulla recidiva eccetto che in due progetti isolati. Non ci sono stati progressi sul controllo di qualità né sulla consistenza dei progetti di mediazione e non è stato fatto abbastanza per imporre degli esperti per gli altri. In Inghilterra, la riduzione degli interventi di mediazione è stata del 3,1% e la riduzione delle misure alternative del 4,9%. Questi risultati dimostrano che le politiche orientate al risultato sono un metodo che funziona e che continuerà a produrre risultati sempre migliori.

## Prospettive sulle politiche orientate al risultato
Il Carter Report propone maggiore enfasi verso il mutamento strutturale, compresa la possibilità di fondere il servizio sociale penitenziario con l'ufficio di mediazione penale. Il Criminal Justice Act indica alcune sfide e una generica iniziativa sull'opportunità di interpretare l'apprendimento in un progetto accreditato con un ulteriore progetto di interventi che permettano applicazioni pratiche delle abilità acquisiste in un ambiente accogliente. La pena detentiva sospensiva è stata accolta come un'importante novità per i nuovi giunti. La sfida sarà di fornire piani d'intervento per utenti che devono scontare pochi anni di detenzione integrando il case management con l'apprendimento organizzativo. Il risultato finale dei mutamenti fin qui descritti per molte équipe sarà un lavoro entusiasmante ed impegnato, con una comprensione maggiore delle proprie capacità, qualifiche e motivazioni. Quindi la sfida del servizio di mediazione è di perseverare in un'équipe formata e preparata e si spera che il dibattito sulla giustizia retributiva prenda piede in futuro e che migliori il ruolo dell'operatore che prenderà il posto del vecchio assistente sociale.